# Rui Komatsu
Rui Komatsu (Kōchi, 29 de agosto de 1983) é um ex-futebolista profissional japonês, que atuava como atacante.

## Carreira
Devido as suas boas apresentações na Kansei Gakuin University, teve grandes observações para atuar na J-League. O Cerezo Osaka, observou o atleta e assinou com ele ainda em 2005, porém, não podendo atuar na equipe principal até se formar na universidade, terminando em 2006.

### Cerezo Osaka
Na equipe cerejeira estreou na J-League em 2006, atuando até 2011. O atacante marcou 41 gols, em mais de 140 jogos pelo clube. 

### Giravanz Kitakyushu
No Giravanz Kitakyushu, atuou por três temporadas, no escalão inferior da J-League, em janeiro de 2018, ele decidiu-se retirar devido as lesões. E assim voltou a trabalhar na equipe do Cerezo Osaka.